# Manuel Sanchís Martínez
Pour les articles homonymes, voir Manuel Martinez, Martínez et Sanchís.
Manuel Sanchís Martínez (né le 26 mars 1938 à Alberic dans la province de Valence et mort le 28 octobre 2017 à Madrid) est un footballeur espagnol des années 1960.

## Biographie
Manuel Sanchís Martínez se forme dans les catégories inférieures du FC Barcelone et joue 10 matches non officiels avec l'équipe première du Barça.
En tant que défenseur, Manuel Sanchís Martínez fut international espagnol à onze reprises (1965–1967) pour un but inscrit. Il participa à la Coupe du monde de football de 1966, où il fut titulaire dans tous les matchs et inscrivit à la 57e minute un but contre la Suisse. L'Espagne fut éliminée au premier tour.
Il joua dans des clubs espagnols (CD Condal, Real Valladolid, Real Madrid et Córdoba CF) et remporta des titres qu'avec le Real Madrid (Liga, coupe d'Espagne et C1 en 1966).

### Famille
Manuel Sanchís Martínez a un fils, Manuel Sanchís Hontiyuelo, qui représenta le Real Madrid et la sélection nationale. La famille Sanchis est la seule, avec les familles Maldini et Busquets, dont le père et le fils ont réussi à gagner la Ligue des champions (qui plus est avec le même club).

## Clubs
- 1955-1957 : FC Barcelone Amateur
- 1957–1961 : CD Condal
- 1962–1964 : Real Valladolid
- 1964–1971 : Real Madrid
- 1971–1972 : Córdoba CF

## Palmarès

### En club
- Vainqueur de la Coupe d'Europe des Clubs Champions en 1966 avec le Real Madrid
- Champion d'Espagne  en 1965, en 1967, en 1968 et en 1969 avec le Real Madrid
- Vainqueur de la Coupe d'Espagne en 1970 avec le Real Madrid
- Finaliste de la Coupe Intercontinentale en 1966 avec le Real Madrid
- Vice-champion d'Espagne en 1966 avec le Real Madrid
- Finaliste de la Coupe d'Espagne en 1968 avec le Real Madrid

### Enéquipe d'Espagne
- 11 sélections et 1 but entre 1965 et 1967